# Jacques Vérières
 (février 2024).
Si vous disposez d'ouvrages ou d'articles de référence ou si vous connaissez des sites web de qualité traitant du thème abordé ici, merci de compléter l'article en donnant les références utiles à sa vérifiabilité et en les liant à la section « Notes et références ».
Jacques Auguste René Podevin dit Jacques Vérières ou Jacques Verrières, né le 7 novembre 1924 à Verrières-le-Buisson (Essonne) et mort le 17 juillet 2009 à Clamart (Hauts-de-Seine), est un acteur et un auteur-compositeur-interprète français, 

## Biographie
Jacques Vérières débute à l'âge de quatre ans, en 1928, en chantant aux côtés de sa mère, dans une troupe amateur.
Dès 1943, à dix-neuf ans, il s'intéresse à l'art dramatique. Il rencontre à Paris Simone Signoret, avec qui il se lie d'amitié. Il est engagé dans le groupe Les Chœurs parlés de Jean-Pierre Desty, et se produit au Théâtre de l'ABC, avec en vedette André Claveau. Il travaille ensuite avec le Cirque Médrano aux côtés de deux grands clowns : Pipo et Rhum. Suit une figuration dans la pièce de Gabriel Arout La Peur des miracles au Théâtre du Vieux-Colombier. Quelques mois plus tard, début 1944, André Barsacq l'engage pour jouer un petit valet dans À quoi rêvent les jeunes filles ? d'Alfred de Musset avec Robert Dhéry. Il interprète ensuite le rôle de Polynice dans Antigone mis en scène par Michel Vitold, puis l'année suivante, il revient au Théâtre des Noctambules dans la pièce de Boris Vian L'Équarrissage pour tous avec la compagnie André Reybaz. Il joue ensuite au Théâtre des Mathurins le rôle de Ricardo dans Montserrat d'Emmanuel Roblès, aux côtés de Jean Servais et Jean Marchat pour deux cents représentations.
Il part ensuite avec les tournées Georges Herbert pour interpréter Garcin dans Huis clos de Jean-Paul Sartre. Ses débuts au cinéma date de cette époque, dans un film intitulé Drame au Vel d'Hiv, avec Raymond Bussières. Pendant les deux années qui suivent, il tourne dans trois films : La Part de l'ombre de Jean Delannoy avec Jean-Louis Barrault, La Cage aux filles et Rayés des vivants de Maurice Cloche.
En 1948, il part sur la route avec les tournées Pierre Valde et joue le rôle de Cléante dans Le Malade imaginaire avec Georges Vitaly. S'enchaînent alors plusieurs créations, d'abord au Théâtre de Poche : La Pomme rouge de Georges Auber avec Loleh Bellon, mise en scène de Pierre Valde, Des hommes de Jean Canolle, David et Bethsabée de Marcel Olivier, mise en scène de Paul Œttly (il a le premier rôle), Aert de Romain Rolland, mise en scène d'André Cellier. Puis au Théâtre du Vieux-Colombier L'Obstacle d'Yves Brainville, au Théâtre Verlaine La Tragédie optimiste, au Théâtre de l'Atelier Henri IV de Pirandello mise en scène de Jean Vilar. Grâce à la chanson du film Rayés des vivants, il monte un petit tour de chant, avec des chansons de Francis Lemarque et André Pasdoc le fait débuter dans son cabaret L'Échanson.
En 1952, il remporte le prix d'interprétation au Grand Prix de la chanson française à Deauville. Contacté par Pierre Brasseur, qui écrit des chansons, il se rend chez lui et rencontre une jeune femme, Lina Magrini, qui compose sur les textes du comédien. Deux jours plus tard, Pierre Brasseur le fait signer chez Pathé Marconi, sous la direction de Pierre Hiégel avec Michel Legrand à la direction d'orchestre. Grâce à Jean-Marc Thibault, il débute ensuite à L'Amiral dans la revue de Jean Richard. Peu de temps après, Maurice Poggi l'engage dans une comédie musicale de Charles Dumont, Gueule d'ange, au Théâtre de l'Étoile aux côtés de Ginette Leclerc.
Comme Jacques Vérières est de plus en plus pris par la chanson, il abandonne le théâtre pour un temps. Il écrit alors sa première chanson Premiers Pas avec le compositeur Marc Heyral. Ses premiers interprètes sont Yves Montand et Patachou. Il passe dans de nombreux cabarets tel que Chez Gilles, L'Échelle de Jacob, La Tête de l'Art, Chez Moineau, La Villa d'Este, L'Échanson ou encore La Grinotière.
En 1953, à la mort de Django Reinhardt, il écrit une chanson, sur une musique de Marc Heyral, intitulée Mon pote le gitan..., et qui sera interprétée par Yves Montand, Barbara, Mouloudji, et connaîtra une dizaine d'enregistrements en l'espace d'une année.
Il poursuit en écrivant des chansons pour Jean Carmet, Annie Cordy, Caterina Valente, Line Renaud, Jacqueline François, Félix Marten et entame une longue tournée qui le mène de l'Europe au Moyen-Orient et en Afrique.
En 1954, un soir où il se produit au Caveau de la Huchette, il est appelé au téléphone par Édith Piaf qui l'invite chez elle et son mari Jacques Pills. Elle le fait engager dans son spectacle à Bobino et il passe, grâce à elle, quatre fois à l'Olympia en trois ans. Cinq ans durant, il est accompagné par Joseph Reinhardt, le frère de Django, et il forme un groupe de rock Glenn Jack et les Glenners avec le fils de Django Reinhardt, Babik Reinhardt.
Il revient au théâtre avec une tournée en compagnie de Fernand Ledoux dans Le Père de mademoiselle de Roger Ferdinand, puis un rôle dans la série télévisée Les Évasions célèbres (latude) avec Michel Duchaussoy. Il écrit ensuite la musique d'un spectacle intitulé Ronsard, témoin de son temps, joué au Château d'Amboise, engagé par Michel Debré. Un autre spectacle Brassens-Brel, créé en 1988, est joué trois mois au Théâtre de dix heures, puis à la Comédie Caumartin. Jacques Vérières tourne ensuite deux courts métrages à l'Institut international de l'image et du son sous la direction de Martine Bureau et Jean-Georges Fontenelle.
En 1993, il rend hommage à Édith Piaf et Django Reinhardt à travers une chanson Le Temps d'Édith et de Django, dont Marc Heyral signe la musique, et il participe à une compilation sur le grand guitariste manouche intitulée Les Enfants de Django. La même année, au printemps, il reçoit le Grand Prix de la Sacem, avec une chanson Qui sonne chez monsieur Rutenfeld, toujours avec Marc Heyral pour la musique. Le président du jury est Pierre Delanoë. En 1995, il s'investit dans un nouveau spectacle Coulisses, avec Nathalie Guéraud au Théâtre de l'Ile Saint-Louis, suivi d'une série de représentations à Rennes et dans sa périphérie.
À la fin 1999, il présente un spectacle La vie continue à Confluences, une salle située Boulevard de Charonne à Paris. Enfin, à partir de 2000, il chante à nouveau, seul ou accompagné par un jeune guitariste du nom de Simon Strauss, dans les bistrots parisiens et dans les rues. Il fonde en 2007 le trio Poivre et Sel, avec la chanteuse Maryvette Lair et le guitariste Simon Strauss.
Jacques Vérières meurt le 17 juillet 2009 à l'hôpital de Clamart à l'âge de quatre-vingt-quatre ans. 
Un hommage lui a été rendu le jeudi 23 juillet 2009 à 14 h 30 à l’église Saint-Éloi, à Paris. Parmi l'assistance, nombreuse, étaient présents Robert Hossein, son ami d’enfance et de toujours et Jean Weiss, de la famille Reinhardt, représentant ces Gitans qu’il aimait tant et qui l’avaient tellement inspiré. Édith et Django a été chanté et repris en chœur par toute l’assemblée.

## Filmographie
Cinéma
- 1945 : La Part de l'ombre de Jean Delannoy
- 1949 : La Cage aux filles de Maurice Cloche - Loulou
- 1949 : Drame au Vel'd'Hiv' de Maurice Cam
- 1952 : Rayés des vivants de Maurice Cloche
- 1959 : Mon pote le gitan de François Gir

Télévision
- 1971 : Tang : épisode 8 d'André Michel - Un détenu
- 1972 : Les Évasions célèbres : épisode : Latude ou L'entêtement de vivre de Jean-Pierre Decourt - D'Alègre